# Campylocentrum fasciola
Campylocentrum fasciola är en orkidéart som först beskrevs av John Lindley, och fick sitt nu gällande namn av Célestin Alfred Cogniaux. Campylocentrum fasciola ingår i släktet Campylocentrum och familjen orkidéer. Inga underarter finns listade i Catalogue of Life.

## Bildgalleri

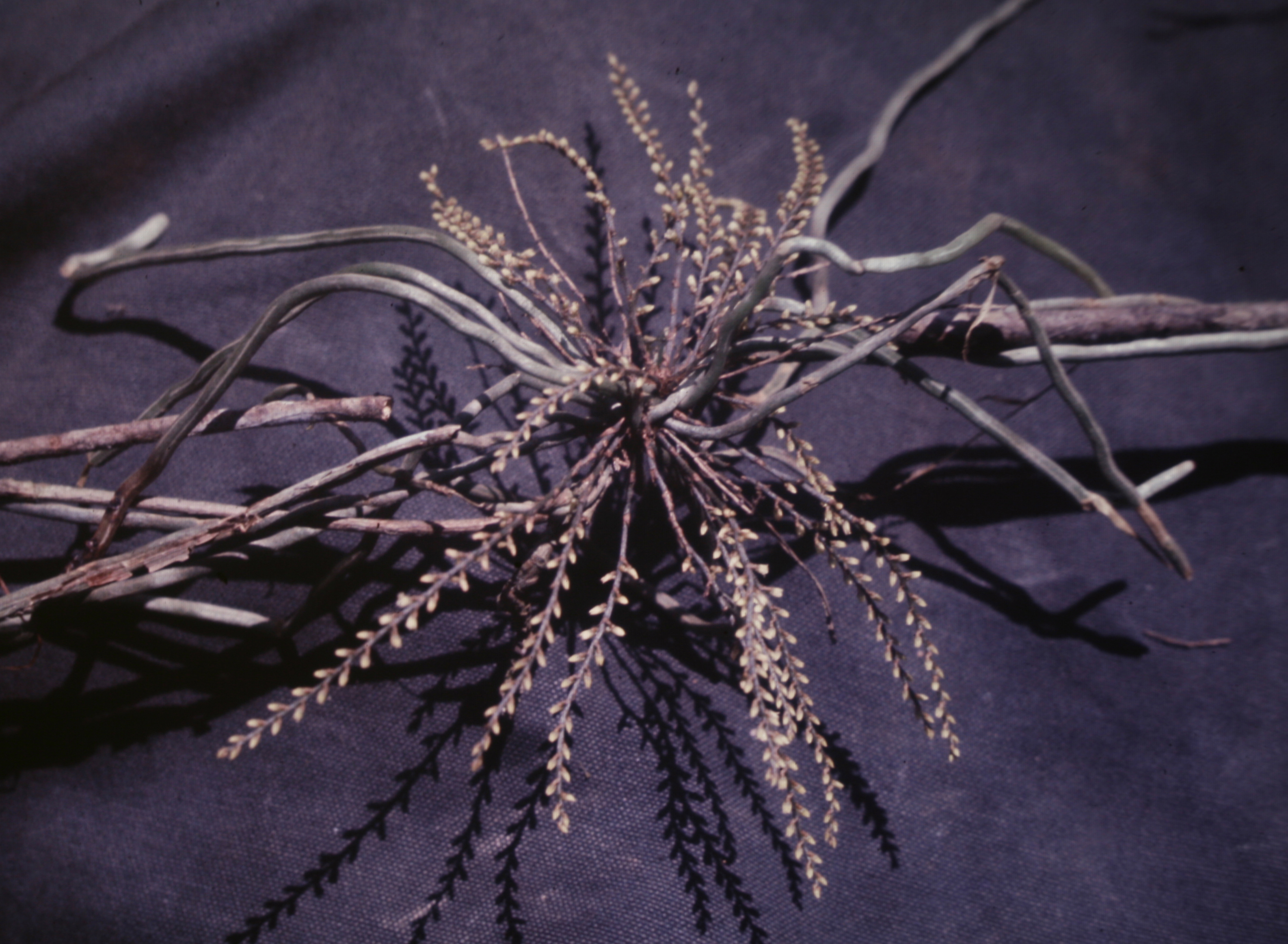
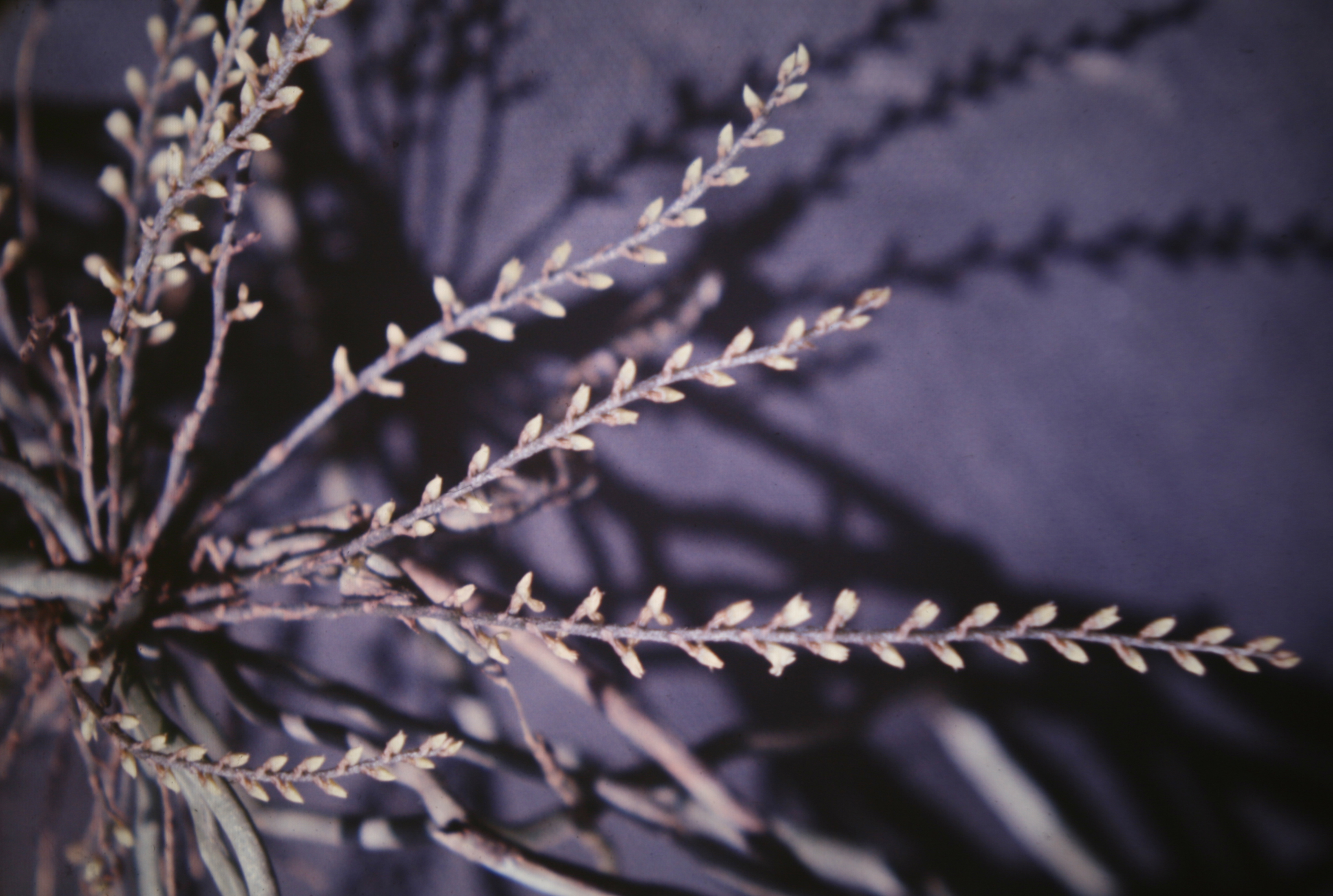
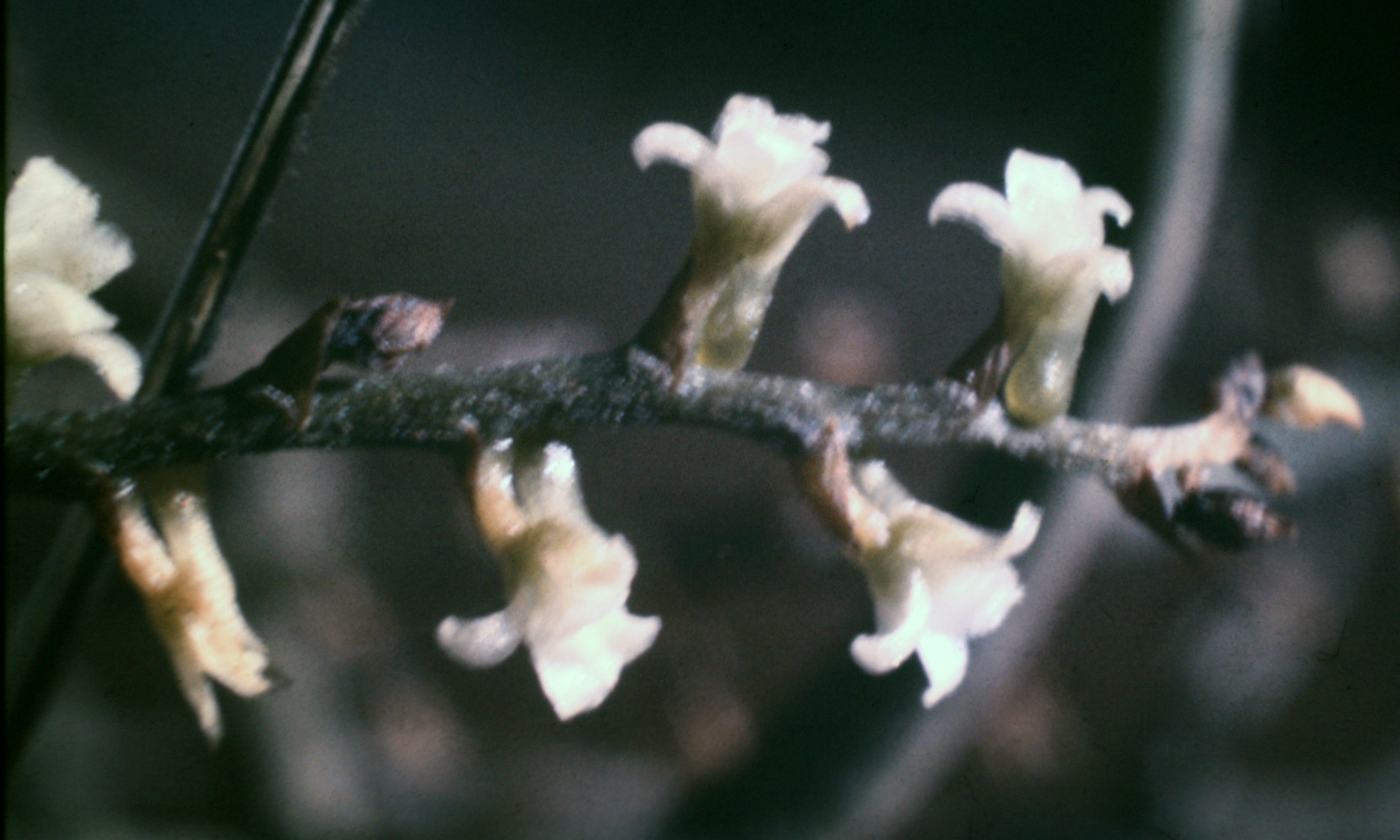
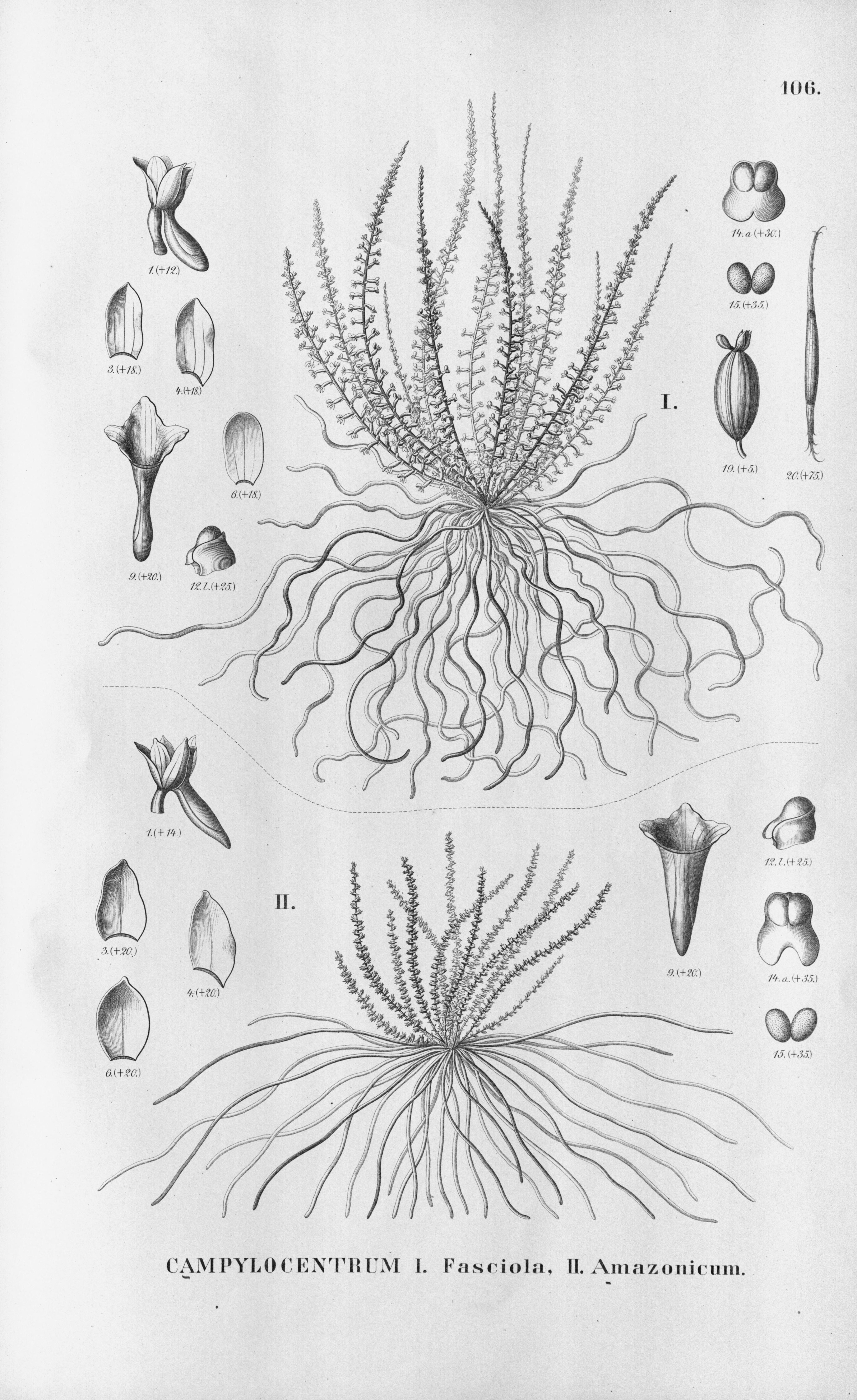